# Drapetis exul
Drapetis exul är en tvåvingeart som först beskrevs av Osten Sacken 1882.  Drapetis exul ingår i släktet Drapetis och familjen puckeldansflugor.
Artens utbredningsområde är Filippinerna. Inga underarter finns listade i Catalogue of Life.